# Alicante Sharks 2018
Questa voce raccoglie le informazioni riguardanti gli Alicante Sharks nelle competizioni ufficiali della stagione 2018.

## Maschile

### LNFA Serie A 2018

#### Stagione regolare
| Murcia 13 gennaio 2018, ore 17:00 | Murcia Cobras | 53 – 0 referto | Alicante Sharks | Estadio José Barnés |

| Alicante 4 febbraio 2018, ore 11:00 | Alicante Sharks | 0 – 35 referto | Camioneros de Coslada | Estadio Municipal de Atletismo |

| Beniparrell 10 febbraio 2018, ore 13:30 | Valencia Giants | 28 – 6 referto | Alicante Sharks | Campo de Fútbol |

| Maracena 17 febbraio 2018, ore 16:30 | Granada Lions | 28 – 14 referto | Alicante Sharks | Ciudad Deportiva |

| Alicante 4 marzo 2018, ore 11:00 | Alicante Sharks | 0 – 34 referto | Murcia Cobras | Estadio Municipal de Atletismo |

| Coslada 24 marzo 2018, ore 16:00 | Camioneros de Coslada | 42 – 0 referto | Alicante Sharks | Polideportivo Valleaguado |

| Alicante 8 aprile 2018, ore 11:00 | Alicante Sharks | 7 – 20 referto | Valencia Giants | Estadio Municipal de Atletismo |

| Alicante 15 aprile 2018, ore 11:00 | Alicante Sharks | 8 – 0 referto | Granada Lions | Estadio Municipal de Atletismo |

#### Playoff
| Coslada 28 aprile 2018, ore 17:00 | Camioneros de Coslada | 42 – 0 referto | Alicante Sharks | Polideportivo Valleaguado |

### Statistiche di squadra
| Competizione      | %Vittorie | In casa | In casa | In casa | In casa | In casa | In casa | In trasferta | In trasferta | In trasferta | In trasferta | In trasferta | In trasferta | Totale | Totale | Totale | Totale | Totale | Totale |
| Competizione      | %Vittorie | G       | V       | N       | P       | Pf      | Ps      | G            | V            | N            | P            | Pf           | Ps           | G      | V      | N      | P      | Pf     | Ps     |
| ----------------- | --------- | ------- | ------- | ------- | ------- | ------- | ------- | ------------ | ------------ | ------------ | ------------ | ------------ | ------------ | ------ | ------ | ------ | ------ | ------ | ------ |
| Stagione regolare | .125      | 4       | 1       | 0       | 3       | 15      | 89      | 4            | 0            | 0            | 4            | 20           | 151          | 8      | 1      | 0      | 7      | 35     | 240    |
| Playoff           | .000      | 0       | 0       | 0       | 0       | 0       | 0       | 1            | 0            | 0            | 1            | 0            | 42           | 1      | 0      | 0      | 1      | 0      | 42     |
| Totale            | .111      | 4       | 1       | 0       | 3       | 15      | 89      | 5            | 0            | 0            | 5            | 20           | 193          | 9      | 1      | 0      | 8      | 35     | 282    |

## Femminile

### LVFA Femenina 2017-2018

#### Stagione regolare
| Las Rozas de Madrid 10 dicembre 2017, ore 12:00 | Las Rozas Black Demons | 6 – 25 | Alicante Sharks |  |

| Alicante 13 gennaio 2018, ore 13:00 | Alicante Sharks | 45 – 12 | Barberá Rookies B |  |

| Alicante 27 gennaio 2018, ore 11:00 | Alicante Sharks | 6 – 20 | Valencia Firebats |  |

| Maracena 25 febbraio 2018, ore 12:00 | Granada Lions | 14 – 55 | Alicante Sharks |  |

| Alicante 15 aprile 2018, ore 16:00 | Alicante Sharks | 14 – 0 | Granada Lions |  |

| Valencia 29 aprile 2018, ore 12:00 | Valencia Firebats | 14 – 13 | Alicante Sharks |  |

#### Playoff
| Valencia 26 maggio 2018, ore 17:00 | Valencia Firebats | 46 – 18 | Alicante Sharks |  |

### Statistiche di squadra
| Competizione      | %Vittorie | In casa | In casa | In casa | In casa | In casa | In casa | In trasferta | In trasferta | In trasferta | In trasferta | In trasferta | In trasferta | Totale | Totale | Totale | Totale | Totale | Totale |
| Competizione      | %Vittorie | G       | V       | N       | P       | Pf      | Ps      | G            | V            | N            | P            | Pf           | Ps           | G      | V      | N      | P      | Pf     | Ps     |
| ----------------- | --------- | ------- | ------- | ------- | ------- | ------- | ------- | ------------ | ------------ | ------------ | ------------ | ------------ | ------------ | ------ | ------ | ------ | ------ | ------ | ------ |
| Stagione regolare | .667      | 3       | 2       | 0       | 1       | 65      | 32      | 3            | 2            | 0            | 1            | 93           | 34           | 6      | 4      | 0      | 2      | 158    | 66     |
| Playoff           | .000      | 0       | 0       | 0       | 0       | 0       | 0       | 1            | 0            | 0            | 1            | 18           | 46           | 1      | 0      | 0      | 1      | 18     | 46     |
| Totale            | .571      | 3       | 2       | 0       | 1       | 65      | 32      | 4            | 2            | 0            | 2            | 111          | 80           | 7      | 4      | 0      | 3      | 176    | 112    |